# Stanislav Gross
Stanislav Gross (30. října 1969 Praha – 16. dubna 2015 Praha) byl český právník a politik České strany sociálně demokratické. Od dubna 2000 do léta 2004 byl ministrem vnitra, od roku 2001 statutárním místopředsedou ČSSD, od roku 2002 prvním místopředsedou vlády Vladimíra Špidly. Po propadu ČSSD ve volbách do Evropského parlamentu v červnu 2004 a odstoupení Vladimíra Špidly ho nahradil ve vedení strany i předsednictví vlády. Z funkce premiéra odstoupil 25. dubna 2005 po tříměsíční vládní krizi způsobené aférou kolem jeho financí; 24. září 2005 opustil vysokou politiku úplně a věnoval se advokacii.

## Osobní život
Po maturitě na SPŠ dopravní v Praze v roce 1988 krátce pracoval jako elektromechanik – kandidát strojvedoucího v Lokomotivním depu Praha-Vršovice. Po vykonání základní vojenské služby v Olomouci v letech 1988 až 1990 se zapojil do politiky. V letech 1993 až 1999 vystudoval Právnickou fakultu Univerzity Karlovy v Praze; na FP Západočeské univerzity v Plzni získal titul JUDr. Kritici ho obviňovali, že nevystudoval zcela regulérně.
Poprvé se ženil těsně po vojně, na začátku devadesátých let. Podle jeho vyjádření, citovaného Frekvencí 1, to byl sňatek z mladické nerozvážnosti a po půl roce bylo manželství rozvedeno.
Deník Blesk se dopátral identity jeho první manželky, avšak zveřejnění její fotografie bylo hodnoceno jako neetický zásah do soukromí.
V únoru 1996 se Gross oženil podruhé a za svědka mu šel tehdejší stranický předseda a volební lídr Miloš Zeman. Za manželku si vzal tehdejší provozní z parlamentní restaurace, původní profesí učitelku v mateřské škole Šárku Bobysudovou a měl s ní postupně dvě dcery, Denisu (* 1997) a Natálii (* 2002).
V průběhu roku 2014 byla v deníku Blesk zveřejněna informace o Grossově vážném onemocnění, které ho postupně paralyzovalo. Nejčastěji se hovořilo o amyotrofické laterální skleróze (ALS). Upnul se k duchovnímu životu a veřejně se omluvil všem lidem, kteří mu věřili, ale které nakonec zklamal. Na následky nemoci 16. dubna 2015 zemřel. Rozloučení se uskutečnilo 22. dubna v bazilice svatého Petra a Pavla v Praze na Vyšehradě za účasti premiéra a někdejšího ministra financí v Grossově vládě Bohuslava Sobotky i dalších vysoce postavených spolustraníků a kolegů. Smuteční obřad pak proběhl v rodinném kruhu.

## Politická kariéra
V roce 1989 vstoupil do obnovené České strany sociálně demokratické (oblastní sdružení Praha 10). Díky své komunikační zručnosti i schopnosti tvořit politické aliance rychle stoupal ve stranické struktuře. Už v roce 1990 byl zvolen předsedou Mladých sociálních demokratů, jímž byl do roku 1994. Při volbě předsedy strany na královéhradeckém sjezdu v roce 1993, kdy došlo k zásadnímu střetu různých proudů uvnitř strany, podpořili Mladí sociální demokraté s Grossem v čele Miloše Zemana, který překonal Pavla Nováka z centristického křídla i Jiřího Paroubka z tzv. rakovnického křídla.:11

### Poslanec a člen vedení strany
Roku 1992 Gross kandidoval a byl zvolen do České národní rady, z níž se po rozdělení Československa stala Poslanecká sněmovna Parlamentu České republiky. Od 17. ledna 1995 byl předsedou poslaneckého klubu ČSSD, jímž zůstal i po dalších dvojích volbách (tj. v období do 6. června 1996 a od 12. června 1996 do dubna 2000). Uvnitř ČSSD působil od 20. ledna 1996 jako odborný mluvčí pro resort bezpečnosti, současně byl členem předsednictva Ústředního výkonného výboru ČSSD.
Např. v prosinci 1997 byl spolu s Milošem Zemanem zástupcem skupiny navrhovatelů ústavního zákona 69/1998 Sb., který jednorázově zkrátil volební období Poslanecké sněmovny, aby mohlo být po pádu druhé Klausovy vlády ukončeno působení překlenovací Tošovského vlády a došlo na předčasné parlamentní volby. Po volbách do Poslanecké sněmovny v roce 1998 a nástupu Miloše Zemana do premiérské funkce se Gross stal i místopředsedou Poslanecké sněmovny (od 17. července 1998 do 5. dubna 2000).
Když pak v období tzv. opoziční smlouvy ještě v roce 1998 došlo na reformu volebního systému, Gross byl spolu s Petrou Buzkovou představitelem mladého pravicového proudu uvnitř ČSSD, který požadoval jen mírné změny, odmítal přílišné ústupky Občanské demokratické straně a udržení ČSSD u moci pro něj nebylo prioritou. Spor navíc probíhal v krizovém období po neúspěšných listopadových komunálních i senátních volbách. Převážilo však Zemanovo křídlo, což potvrdil i pražský sjezd strany v dubnu 1999, který podpořil Miloše Zemana na předsednickém postu. Gross s Buzkovou však získali místopředsednická místa po boku 1. místopředsedy Vladimíra Špidly.:13
Na XXX. sjezdu ČSSD v dubnu 2001 již Zeman na předsedu nekandidoval, s jeho podporou byl zvolen jediný kandidát Špidla a Gross se stal prvním místopředsedou.:14

### Ministr vnitra
O Stanislavu Grossovi se hovořilo jako o „zlatém dítěti“ ČSSD nebo české politiky. Také byl označován za „korunního prince“ Miloše Zemana. Dlouhodobě se držel na čelných místech žebříčků popularity. Dne 5. dubna 2000 byl jmenován ministrem vnitra ČR ve vládě Miloše Zemana. Stalo se tak krátce před ostře sledovaným pražským zasedáním Světové banky, s nímž byly spojeny velké demonstrace a pouliční násilí. Na jeho adresu postupně přicházela i obvinění, že se na ministerstvu obklopuje bývalými normalizačními vysoce postavenými policisty, že se vměšuje do privatizačních projektů nebo prosazuje své lidi do významných pozic v polostátních podnicích.:28 Přesto Gross zůstával nejpopulárnějším českým politikem a řízení téhož resortu mu bylo svěřeno i ve vládě Vladimíra Špidly (2002–2004).
Sám Špidla těsně před volbami do Poslanecké sněmovny v roce 2002 na tiskové konferenci uvedl: „Jsem rád, že máme k dispozici lidi, jako je Stanislav Gross, Petra Buzková, Marie Součková, Zdeněk Škromach nebo Jaroslav Tvrdík,“ což MF Dnes interpretovala jako určité distancování od předchozí Zemanovy vlády a jejích ministrů.:18 V předvolební kampani byl Gross spolu se Špidlou a Buzkovou jednou z hlavních tváří, které se na billboardech objevovaly vedle hesla „Jsme na Vaší straně“.:16 Ve Špidlově vládě, která z voleb vzešla, se Gross stal také 1. místopředsedou. V ministerské roli ho už v srpnu 2002 čekala další náročná zkouška – povodeň od Českých Budějovic po Děčín jako jedna z největších událostí svého druhu.
Ve sporu Miloše Zemana s Vladimírem Špidlou po Zemanově drtivém neúspěchu v únorových prezidentských volbách v roce 2003 se Gross postavil na Špidlovu stranu a jeho podpora umožnila Špidlovo politické přežití. Na sjezdu strany v březnu téhož roku byl Špidla zvolen předsedou, když zvítězil nad Zemanovým přívržencem Jiřím Rusnokem, jehož předtím odvolal z funkce ministra průmyslu a obchodu. Část delegátů vyzývala ke kandidatuře i samotného Grosse, ten je však nevyslyšel a na předsedu nekandidoval, čímž podpořil Špidlovo zvolení. Místo toho byl bez problémů potvrzen ve funkci prvního místopředsedy.:22–23
V období vlády Vladimíra Špidly se však předseda věnoval vládnutí a vnitrostranickou práci přenechával Grossovi. V té době se kolem Grosse zformovala zřejmě nejsilnější skupina v rámci strany – pragmatici, kteří nesdíleli tolik levicový pohled na některá témata jako předseda.:23 V červnu 2003 ještě proběhlo úspěšné referendum o přistoupení Česka k Evropské unii, což posílilo pozici Špidlovy vlády, zároveň však nastaly potíže s prosazením ekonomických reforem a vláda musela čelit i hlasování o nedůvěře, které vyvolala opoziční ODS. V listopadu 2003 se navíc stal novým předsedou koaliční KDU-ČSL pravicově orientovaný Miroslav Kalousek.:23–24
V únoru 2004 Gross souhlasil s kandidaturou na předsedu strany, ke které ho navrhla středočeská organizace ČSSD, v níž měl velký vliv a podporu.:24 Přelomovými se v červnu téhož roku staly historicky první české volby do Evropského parlamentu v roce 2004, v nichž ČSSD výrazně propadla.:25 Gross už Špidlu otevřeně nepodpořil a přidal se k jeho kritice. Ten se 26. června 2004 rozhodl odstoupit z pozice premiéra i předsedy strany a Gross dočasně převzal vedení strany.:25–26 Ačkoli se na svou šanci připravoval, postup na nejvyšší pozici ve stranické (i exekutivní) struktuře přišel rychleji než předpokládal.

### Předseda vlády
Po Špidlově demisi Gross zahájil nová koaliční vyjednávání. Dne 2. července 2004 ho prezident Václav Klaus pověřil sestavením vlády. Jednání však nebyla jednoduchá, ve volbách vítězná ODS preferovala předčasné volby, vládu s KSČM Gross nechtěl, a tak zbývali předchozí Špidlovi koaliční partneři: KDU-ČSL a US-DEU. Gross usiloval o účast předsedy KDU-ČSL Miroslava Kalouska ve vládě, on si však kladl za podmínku post ministra financí, což bylo pro ČSSD nepřijatelné. Koalice také musela bojovat o těsnou parlamentní většinu, takže nedůvěřivý Klaus jmenoval Grosse premiérem až po předložení 101 poslaneckých podpisů podporujících vládu.:28–29
Dne 26. července 2004 se ve svých 34 letech stal nejmladším premiérem v historii země. Vláda Stanislava Grosse byla jmenována 4. srpna 2004 a důvěru Poslanecké sněmovny získala 24. srpna.
Dne 21. září 2004 se spolu s dalšími ministry vzdal poslaneckého mandátu, aby se plně věnoval své exekutivní funkci.
Oproti levicovému ideologovi Vladimíru Špidlovi vneslo Grossovo vedení do strany (i vlády) více pragmatismu. Opakovaně vyjádřil obdiv k britskému premiérovi Tonymu Blairovi a jeho „třetí cestě“ a spolu s ministrem financí Bohuslavem Sobotkou pracoval na posunu strany více k politickému středu.:31 Po Špidlově introvertním působení také přinesl velmi dobré komunikační dovednosti. Do vlády přivedl výraznou postavu Martina Jahna jako vicepremiéra pro ekonomiku a na svůj předchozí post v čele ministerstva vnitra dosadil Františka Bublana. Ministrem pro místní rozvoj učinil svého budoucího nástupce Jiřího Paroubka.

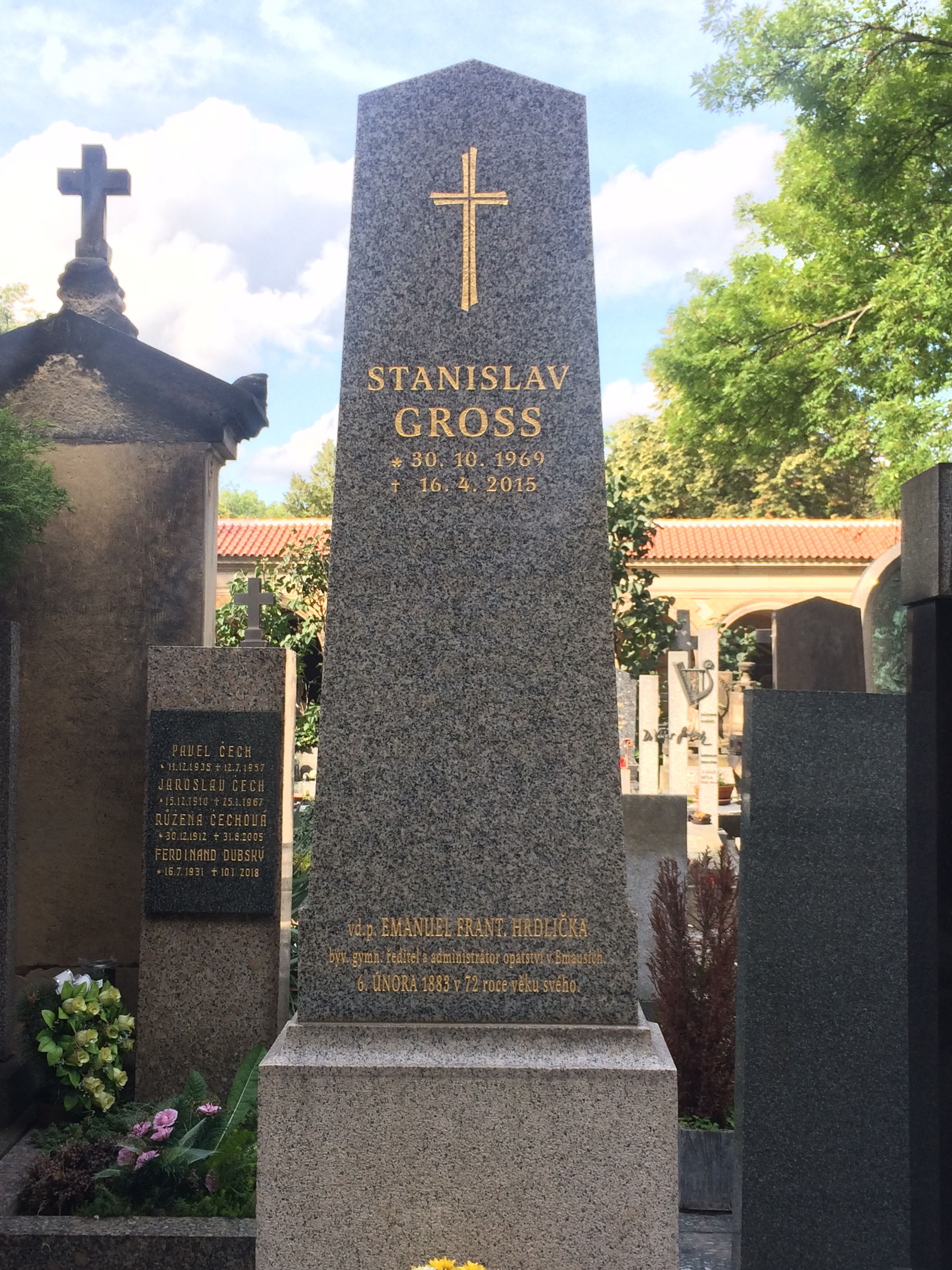
Hrob Stanislava Grosse na Vyšehradském hřbitově

Krátce po vzniku vlády už Grosse a jeho stranu čekaly listopadové krajské a senátní volby. Počátkem října začala poněkud ideologicky nevyhraněná předvolební kampaň, jíž dominovaly jeho billboardy se sloganem „Myslím to upřímně“.:30 V průběhu kampaně se Gross dostal do střetu s prezidentem republiky, když se zastal policejního prezidenta proti Klausově kritice zvyšujícího se počtu odposlechů.:30 Také 29. října 2004 v Římě podepsal Evropskou ústavu, čímž zastal úlohu Václava Klause, který proti ní dlouhodobě vystupoval a podepsat ji odmítl. Ve volbách ČSSD utrpěla porážku a Grossovy plány na bezproblémovou cestu k předsednictví strany se zkomplikovaly. Svou kandidaturu ohlásil Zdeněk Škromach z levého křídla. V lednu 2005 se krajské konference přiklonily spíše na Grossovu stranu, začala však kauza s nejasným financováním jeho bytu.:31 Zatímco ještě v lednu 2005 byla Grossova popularita na hodnotě 47 %, do března se propadla na pouhých 18 %.

### Aféra s financemi a pád vlády
Na konci ledna 2005 deník MF DNES kritizoval Grosse za nejasný zdroj financování jeho bytu v Praze na Barrandově za téměř 4,3 milionů Kč.:31 Za svá vysvětlení o údajné půjčce přes nemajetného strýce byl kritizován médii, českou pobočkou Transparency International a v únoru také interpelován opoziční ODS v parlamentu.:31
Ve stejném období týdeník Respekt upozornil na to, že firma vlastněná Šárkou Grossovou koupila dům za 5,9 milionu Kč. Za úvěr na jeho pořízení ručila kontroverzní podnikatelka Libuše Barková, provozovatelka nevěstince, proti níž bylo vedeno trestní stíhání pro pojistný podvod.:32 Na internetu se objevila petice vyzývající ke Grossovu odvolání, právní podklad jejích požadavků byl ovšem sporný.[zdroj⁠?!] V březnu 2005 se konaly demonstrace za Grossovo odstoupení v Brně a Praze.[zdroj⁠?!]
Pod rostoucím tlakem koaličních partnerů, zejména KDU-ČSL a jmenovitě jejího předsedy Miroslava Kalouska, Gross několikrát prohlásil, že odstupuje, jen aby svá prohlášení vzápětí odvolal. Do sporu vstoupil i Klaus výzvou obou stran k dohodě. Zatímco lidovci trvali na odchodu premiéra, poslanci ČSSD ho jednomyslně vyzvali, aby se zbavil lidoveckých ministrů ve vládě. Začátkem března KDU-ČSL poskytla ČSSD čas k vyřešení krize do jejího březnového sjezdu.:32 Klaus však do situace výrazně zasáhl prohlášením, že je připraven jmenovat nového sociálnědemokratického premiéra, který by měl většinovou podporu v poslanecké sněmovně, pokud po sjezdu už nebude premiérem Gross. I tak byl na XXXII. sjezdu ČSSD v Brně 26. března 2005 Stanislav Gross zvolen předsedou (s 291 hlasem oproti 203 hlasům pro Zdeňka Škromacha). Místo prvního místopředsedy obsadil Bohuslav Sobotka a Gross byl pověřen udržet vládu až do řádných voleb v červnu 2006.:33
Ministři za KDU-ČSL koncem března vládu opustili a ODS v Poslanecké sněmovně vyvolala hlasování o nedůvěře 1. dubna 2005. To vláda ustála díky částečné podpoře koaliční US-DEU a také opoziční KSČM. Ještě téhož dne však podal demisi ministr Vladimír Mlynář, který se nechtěl podílet na vládě s komunistickou podporou.:33 O odchodu uvažovali také další ministři a Unie svobody trvala na demisi celé vlády.:33 Od počátku dubna probíhala jednání i o vládě na půdorysu stávající koalice, ale bez Grosse a bez účasti dalších vrcholných představitelů koaličních stran. Zvažovaným premiérem možné poloúřednické vlády byl tehdejší velvyslanec při Evropské unii Jan Kohout. ČSSD však tzv. noční dohodu v polovině dubna odmítla, mimo jiné kvůli přílišné výhodnosti pro KDU-ČSL, která do kabinetu delegovala dva své místopředsedy. Proti Grossovi jako premiérovi i vyjednavači se postavil i stranický první místopředseda Sobotka s Lubomírem Zaorálkem. Gross tedy navrhl na premiéra nového kandidáta, místopředsedu Jiřího Paroubka, který byl pro koaliční partnery přijatelný. Koncem dubna Stanislav Gross podal demisi na funkci předsedy vlády, stranickým předsedou však zůstal.:34 Na zasedání Ústředního výkonného výboru ČSSD 24. září 2005 pak oznámil, že rezignuje na funkci předsedy ČSSD a nebude kandidovat v dalších volbách do Poslanecké sněmovny.
Policisté vyšetřování finanční aféry nejprve v prosinci 2005 a podruhé v červnu 2007 odložili, když dospěli k závěru, že Gross se při nákupu bytu na pražském Barrandově nedopustil krácení daní ani jiného trestného činu či přestupku.

## Po odchodu z politiky
Od svého odchodu z politiky pracoval jako koncipient v advokátní kanceláři Eduarda Bruny. 18. března 2008 neuspěl u advokátní zkoušky. Zkoušky složil napodruhé 16. prosince 2008, byť se značnými problémy.

### Obchod s akciemi Moravia Energo
V září 2007 odhalil týdeník Euro, že se Stanislav Gross stal 31% vlastníkem firmy Moravia Energo. Vzhledem k tomu, že zisky společnosti byly 126 a 100 milionů v roce 2005 a 2006, hodnota společnosti, asi desetinásobek ročního zisku, pravděpodobně přesahuje jednu miliardu Kč a Grossův podíl je tedy asi 300 milionů Kč. Gross argumentoval, že jako soukromá osoba má právo na soukromí a že koupil podíl od Roberta Sýkory za velmi malou částku, asi 30 milionů Kč, které si půjčil. Protikorupční policie započala vyšetřování.
Později vyšlo najevo, že akcie od Roberta Sýkory, bývalého náměstka ministra průmyslu, koupil za 21 milionů Kč. Sýkora se jich chtěl zbavit kvůli sporům s majoritním akcionářem Tomášem Chrenkem. Peníze na nákup akcií si půjčil od slovenské pobočky Key Investments. Když po Grossovi chtěli věřitelé splatit část dluhu, zachránil jej Richard Kučík půjčkou 13,5 milionu. Akcie potom prodal za 110 milionů korun společnosti Arca Capital Bohemia řízené slovenským podnikatelem Pavolem Krúpou. Sérií několika zcela legálních kroků tak Gross získal mnoho desítek miliónů Kč, tudíž svou investici dokázal během krátké doby zhodnotit téměř 10×. Vzniká zde samozřejmě podezření, že ve skutečnosti veškeré transakce bývalého politika byly pouze krycí manévr, kterým chtěl Gross legalizovat černé peníze fakticky získané již během svého působení v politice. Poslanci ČSSD žádali po Grossovi uspokojivé vysvětlení, avšak k tomu se Gross neodhodlal. Případ poté šetřila policie.
Na začátku roku 2008 si Gross s manželkou koupili luxusní apartmán v Hidden Bay, Miami na Floridě. Tato nemovitost je vedena pouze na jméno manželky a původně stála 735 000 dolarů. Ve stejnou dobu koupili také nemovitost blízko u jejich bytu v Praze na Barrandově za 10 milionů korun.

## Obchodní, řídící a správní aktivity
Podle výpisu z obchodního rejstříku:
- od dubna 1998 do prosince 2003 předseda správní rady Nadace Pavla Nováka, se sídlem Praha 1, Hybernská 7 – Lidový dům
- od listopadu 1999 předseda správní rady a zřizovatel Nadační fond Zdraví pro studenty, se sídlem Praha 1, Spálená 12
- od září 2000 do září 2003 zakladatel, v září 2003 člen správní rady Studentský zdravotní ústav o.p.s., se sídlem Praha 1, Spálená 12
- od prosince 2002 člen správní rady a zřizovatel Nadace policistů a hasičů – vzájemná pomoc v tísni, se sídlem Praha 7, Letná, Nad Štolou 3